# كولا (ميانة)
كولا هي قرية في مقاطعة ميانة، إيران. عدد سكان هذه القرية هو 274 في سنة 2006.